# Phongrawit Jantawong
Phongrawit Jantawong (thailändisch พงศ์รวิช จันทวงษ์, * 7. Oktober 2000 in Bangkok) ist ein thailändischer Fußballspieler.

## Karriere
Phongrawit Jantawong erlernte das Fußballspielen in den Jugendmannschaften von Bangkok Glass (heute BG Pathum United FC) und dem BGC FC. Seinen ersten Vertrag unterschrieb er beim BG Pathum United FC. Der Verein aus Pathum Thani spielte in der zweithöchsten thailändischen Liga, der Thai League 2. Von März 2019 bis Januar 2020 wurde er nach Japan an Cerezo Osaka ausgeliehen. Die erste Mannschaft des Vereins spielte in der ersten Liga, der J1 League, die U23-Mannschaft in der dritten Liga, der J3 League. In Osaka kam er achtmal in der U23-Mannschaft zum Einsatz, wobei er ein Tor schoss. Im Februar 2020 kehrte er nach der Ausleihe nach Pathum Thani zurück. Nachdem er 2020 bei BG nicht zum Einsatz gekommen war, wechselte er Anfang 2021 auf Leihbasis zum Sisaket FC. Der Verein aus Sisaket spielte in der zweiten Liga, der Thai League 2. Am Ende der Saison stieg er mit Sisaket in die dritte Liga ab. Zur Saison 2021/22 wechselte er ebenfalls auf Leihbasis zum Zweitligisten Chiangmai FC. Für den Verein aus Chiangmai bestritt er 58 Zweitligaspiele. Im Anschluss wechselte er im Sommer 2023 ebenfalls auf Leihbasis zum Erstligisten Chiangrai United. Für den Verein aus Chiangrai bestritt er vier Erstligaspiele. Anfang Januar 2024 wechselte er ebenfalls auf Leihbasis zum Zweitligisten Chanthaburi FC. Hier bestritt er 17 Zweitligaspiele. Im Sommer 2024 wurde er von Chanthaburi fest unter Vertrag genommen. Nach einer Spielzeit, in der er 32 Ligaspiele bestritt, kehrte er im Sommer 2025 zu BG zurück.